# José Ángel Antelo
José Ángel Antelo Paredes (Santiago de Compostela, 7 de maio de 1987) é um basquetebolista profissional e político espanhol que atualmente joga pelo UCAM Murcia. O atleta possui 2,06m e pesa 102kg, jogando na posição Ala. 

## Ligações Externas
- José Ángel Antelo no X